# Звјездан Мисимовић
Звјездан Мисимовић (Минхен, 5. јун 1982) бивши је босанскохерцеговачки фудбалер.
Звјезданови родитељи су српског порекла из Јабланице код Градишке. Преселили су се у Немачку почетком 1980-их.

## Клупска каријера
Мисимовић је рођен у Минхену. Након што је играо за неколико мањих клубова, 1997. године се прикључио славном Бајерн Минхену. За први тим баварског гиганта наступио је четири пута, док је у другом тиму сакупио 103 наступа.
У Бохум је прешао у јулу 2004. године као слободан играч, а након три године проведене тамо одлази, такође као слободан играч у Нирнберг.
Тамо се задржао само једну сезону након чега га је за 4 милиона евра купио Волфсбург. Одмах у првој сезони Мисимовић је са Едином Џеком и Графитеом био најзаслужнији за освајање Бундеслиге у сезони 2008/09. Мисимовић је асистирао чак 20 пута те на тај начин поставио рекорд којег је 2015. године оборио Кевин Де Брујне.
Након две сезоне у Волфсбургу Галатасарај га је купио за 8,5 милиона еура. У Истанбулу се Мисимовић није најбоље снашао и одиграо је само 9 утакмица, па је пре завршетка сезоне, 1. марта 2011. године прешао у московски Динамо за 4,5 милиона евра.
У Русији се задржао до јануара 2013. године и наступио је 54 пута за Динамо, када је остварио свој последњи тансфер у каријери. Кинески Гуејџоу Ренхе га је од руске екипе купио за 3,5 милиона евра, те је након две године проведене у тој екипи одлучио завршити каријеру први пут.
Ипак, након само шест месеци Мисимовић се пристао вратити у екипу која се преселила у Пекинг, те је потписао уговор најпре до краја 2015, а потом је након испадања екипе у други ранг такмичења продужио уговор до краја 2017. године. Ипак, након 105 наступа у дресу Ренхеа и након што се екипа није успела одмах вратити у Суперлигу, одлучио је завршити каријеру годину дана пре истека уговора.

## Репрезентација
Мисимовић је одиграо једну утакмицу за репрезентацију СР Југославије до 21 године против Француске новембра 2002. ушавши у 85. минуту. Тадашњи селектор младе репрезентације Владимир Петровић Пижон га је одбацио из репрезентације, рекавши да је претежак и спор.
Дебитовао је за Босну и Херцеговину 18. фебруара 2004. против Македоније. Током десет година играња за БиХ наступaо је 84 пута и дели друго место на листи стрелаца са Ведадом Ибишевићем са по 26 голова.
Након четири неуспела покушаја одласка на велика такмичења (СП 2006, ЕП 2008, СП 2010. и ЕП 2012.), Мисимовићу се велика жеља остварила одласком на Светско првенство 2014. године у Бразилу на којем је наступио на две утакмице.